# Super Bowl XLVIII
Der Super Bowl XLVIII war der 48. Super Bowl, das Endspiel der Saison 2013 der National Football League (NFL) im American Football. Das Spiel wurde am 2. Februar 2014 im MetLife Stadium in East Rutherford (New Jersey), der Heimspielstätte der New York Giants sowie der New York Jets, ausgetragen. Anstoß war um 18:30 EST (3. Feb. 2014, 0:30 MEZ). Zur Halbzeit traten Bruno Mars und die Red Hot Chili Peppers auf.
Der Meister der National Football Conference (NFC), die Seattle Seahawks, gewannen den Super Bowl XLVIII mit 43:8 gegen den Meister der American Football Conference (AFC), die Denver Broncos. Zum Super Bowl MVP wurde der Linebacker Malcolm Smith gewählt.

## Austragungsort

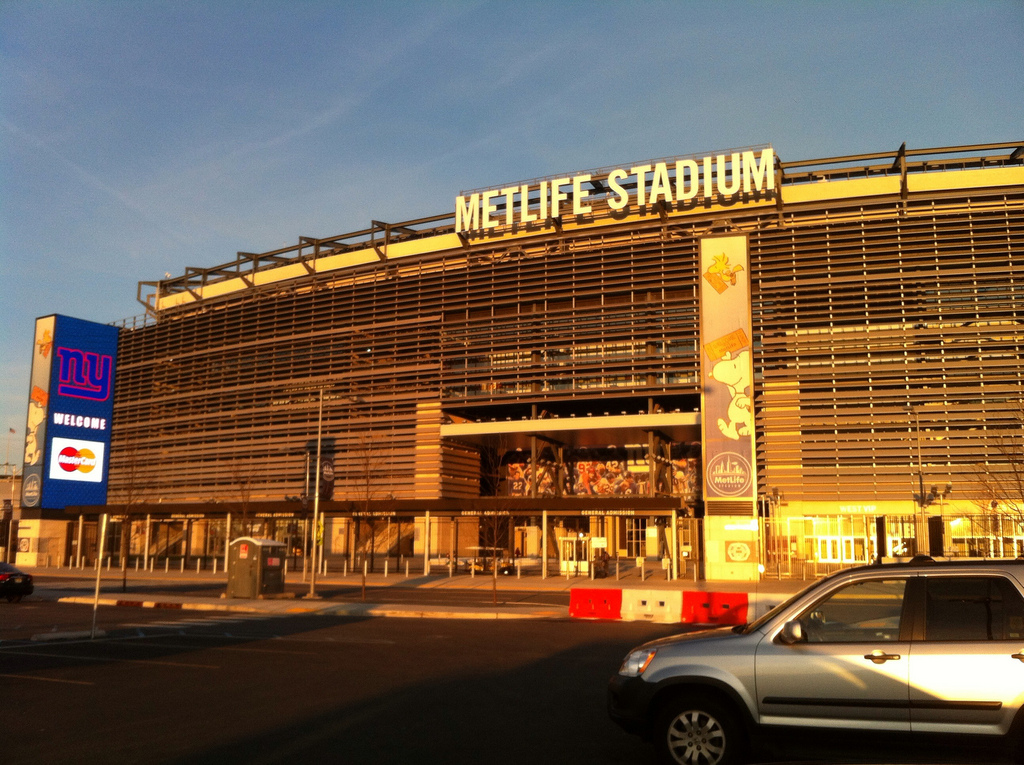
Das MetLife Stadium in East Rutherford

Für die Austragung des Super Bowl XLVIII hatten sich drei Stadien beworben:
- MetLife Stadium in East Rutherford – Heimstadion der New York Jets/New York Giants
- Raymond James Stadium in Tampa – Heimstadion der Tampa Bay Buccaneers
- Sun Life Stadium in Miami Gardens – Heimstadion der Miami Dolphins

Das Auswahlverfahren fand 2010 statt. Das Sun Life Stadium fiel bereits in der zweiten Auswahlrunde aus dem Rennen. Im direkten Duell überzeugte das MetLife Stadium in der vierten Auswahlrunde und wurde als Austragungsort für den Super Bowl ausgewählt. Da die Durchschnittstemperatur New Jerseys im Februar um die 0 Grad Celsius liegt und das Stadion nicht über ein Dach verfügt, kam rasch Kritik auf. Die Regel, den Super Bowl nur an Städte zu vergeben, die Anfang Februar über 10 Grad Durchschnittstemperatur oder ein geschlossenes Stadiondach verfügen, wurde für die Vergabe bewusst ausgesetzt.
Beim Kickoff zum Super Bowl XLVIII lag die Temperatur vor Ort bei 9 Grad Celsius. Der bislang kälteste Super Bowl der Geschichte war Super Bowl VI im Tulane Stadium, in New Orleans mit einer Temperatur von 4 Grad Celsius. Seit 1977 (Super Bowl XII) wurden alle weiteren Super Bowls in New Orleans in geschlossenen Stadien ausgetragen. Somit war es erst der zweite Super Bowl seit 1977, der in einem offenen Stadion außerhalb von Kalifornien oder Florida ausgetragen wird. Der andere, Super Bowl XXX, fand 1996 in Arizona statt.

## Der Weg zum Super Bowl

### Denver Broncos
Die Saison des AFC-Siegers Denver Broncos (Bilanz: 13-3) war von historischen Offensivleistungen geprägt. Sie durchbrachen als erstes Team der NFL-Historie die 600-Punkte-Grenze (606), stellten einen neuen Touchdown-Rekord auf (76) und wurden erst das fünfte Team, welches in drei Saisonspielen 50 und mehr Punkte erzielte. Der zum MVP gewählte Broncos-Quarterback Peyton Manning brach sowohl die NFL-Saisonrekorde für Touchdowns (55) als auch für Raumgewinn (5.477 Yards). Manning warf zudem beim Saisonauftakt gegen die Baltimore Ravens sieben Touchdowns und stellte eine NFL-Bestmarke ein. Ermöglicht wurden Mannings Rekorde u. a. durch die statistisch beste Offensive Line der NFL: die Mannen um Pro-Bowl-Guard Louis Vasquez ließen in der ganzen Saison lediglich 20 Quarterback Sacks zu (NFL-weit Platz 1). Unterstützt wurde Manning zudem von einer starken Offensive um Pro-Bowl-Wide Receiver Demaryius Thomas (92 Catches, 1.430 Yards, 14 Touchdowns), zwei zuverlässigen Zweit- und Dritt-Receiver mit Wes Welker und Eric Decker sowie Pro-Bowl-Tight End Julius Thomas. In der Defensive (399 gegnerische Punkte, NFL-weit Platz 22) waren die Broncos eher durchschnittlich. Bei den Special Teams glänzte vor allem Broncos-Pro-Bowl-Kicker Matt Prater, der u. a. ein Field Goal aus 64 Yards erzielte und die bisherige Bestmarke um einen Yard verbesserte. In den AFC-Play-offs wurden zunächst die San Diego Chargers mit 24:17 und dann die New England Patriots mit 26:16 besiegt. Für die Broncos war es die siebte Super-Bowl-Teilnahme, von den bisherigen sechs Finalspielen hatten sie zwei (Super Bowl XXXII und Super Bowl XXXIII) gewonnen.

### Seattle Seahawks
Der Saison-Erfolg des NFC-Siegers Seattle Seahawks (Bilanz: 13-3) wurde von einer harten Verteidigung ermöglicht, die in der gesamten regulären Saison lediglich 231 Punkte durch den Gegner zuließen (NFL-weit Platz 1). Prunkstück waren ihre starken Defensive Backs um Pro-Bowl-Cornerback Richard Sherman sowie den beiden Pro-Bowl-Safetys Kam Chancellor (Strong Safety) und Earl Thomas (Free Safety). Die „Legion of Boom“ genannte Abwehrreihe erzwang 28 Interceptions (NFL-weit Platz 1). Doch auch die Offense (431 Punkte, NFL-weit Platz 8) war überdurchschnittlich. Pro-Bowl-Quarterback Russell Wilson erzielte 26 Touchdowns, Pro-Bowl-Runningback Marshawn Lynch erlief deren 12, und mit Pro-Bowl-Center Max Unger hatten die Seahawks einen der besten Offensive-Line-Spieler der Liga. In den NFC-Play-offs wurden zuerst die New Orleans Saints mit 23:15 und dann die San Francisco 49ers mit 23:17 besiegt. Für die Seahawks war es die zweite Super-Bowl-Teilnahme, den Super Bowl XL hatten sie gegen die Pittsburgh Steelers verloren.

### Reguläre Saison
| Play-off-Setzliste |                                      |                                     |
| Pos.               | AFC                                  | NFC                                 |
| 1                  | Denver Broncos (West-Gewinner)       | Seattle Seahawks (West-Gewinner)    |
| 2                  | New England Patriots (East-Gewinner) | Carolina Panthers (South-Gewinner)  |
| 3                  | Cincinnati Bengals (North-Gewinner)  | Philadelphia Eagles (East-Gewinner) |
| 4                  | Indianapolis Colts (South-Gewinner)  | Green Bay Packers (North-Gewinner)  |
| 5                  | Kansas City Chiefs                   | San Francisco 49ers                 |
| 6                  | San Diego Chargers                   | New Orleans Saints                  |

### Play-offs
Die Play-off-Spiele fanden vom 4. Januar bis zum 2. Februar 2014 statt.
|  | Wild Card Round                     | Wild Card Round                     | Wild Card Round                     |                                      |               | Divisional Round                                 | Divisional Round                                 | Divisional Round                                 |                                                  |  | Conference Championships | Conference Championships | Conference Championships |  |  | Super Bowl | Super Bowl | Super Bowl |
|  |                                     |                                     |                                     |                                      |               |                                                  |                                                  |                                                  |                                                  |  |                          |                          |                          |  |  |            |            |            |
|  | 5. Januar – Paul Brown Stadium      | 5. Januar – Paul Brown Stadium      | 5. Januar – Paul Brown Stadium      |                                      |               | 12. Januar – Sports Authority Field at Mile High | 12. Januar – Sports Authority Field at Mile High | 12. Januar – Sports Authority Field at Mile High |                                                  |  |                          |                          |                          |  |  |            |            |            |
|  | 5. Januar – Paul Brown Stadium      | 5. Januar – Paul Brown Stadium      | 5. Januar – Paul Brown Stadium      | 1                                    | Denver        | 24                                               |                                                  |                                                  |                                                  |  |                          |                          |                          |  |  |            |            |            |
|  | 3                                   | Cincinnati                          | 10                                  | 1                                    | Denver        | 24                                               | 19. Januar – Sports Authority Field at Mile High | 19. Januar – Sports Authority Field at Mile High | 19. Januar – Sports Authority Field at Mile High |  |                          |                          |                          |  |  |            |            |            |
|  | 3                                   | Cincinnati                          | 10                                  | 6                                    | San Diego     | 17                                               | 19. Januar – Sports Authority Field at Mile High | 19. Januar – Sports Authority Field at Mile High | 19. Januar – Sports Authority Field at Mile High |  |                          |                          |                          |  |  |            |            |            |
|  | 6                                   | San Diego                           | 27                                  | 6                                    | San Diego     | 17                                               | 19. Januar – Sports Authority Field at Mile High | 19. Januar – Sports Authority Field at Mile High | 19. Januar – Sports Authority Field at Mile High |  |                          |                          |                          |  |  |            |            |            |
|  | 6                                   | San Diego                           | 27                                  | 11. Januar – Gillette Stadium        |               |                                                  | 19. Januar – Sports Authority Field at Mile High | 19. Januar – Sports Authority Field at Mile High | 19. Januar – Sports Authority Field at Mile High |  |                          |                          |                          |  |  |            |            |            |
|  |                                     |                                     |                                     | 1                                    | Denver        | 26                                               |                                                  |                                                  |                                                  |  |                          |                          |                          |  |  |            |            |            |
|  | AFC                                 |                                     |                                     | 1                                    | Denver        | 26                                               |                                                  |                                                  |                                                  |  |                          |                          |                          |  |  |            |            |            |
|  |                                     | 2                                   | New England                         | 16                                   |               |                                                  |                                                  |                                                  |                                                  |  |                          |                          |                          |  |  |            |            |            |
|  | 4. Januar – Lucas Oil Stadium       | 2                                   | New England                         | 16                                   |               |                                                  |                                                  |                                                  |                                                  |  |                          |                          |                          |  |  |            |            |            |
|  | AFC Championship                    |                                     |                                     |                                      |               |                                                  |                                                  |                                                  |                                                  |  |                          |                          |                          |  |  |            |            |            |
|  | 2                                   | New England                         | 43                                  |                                      |               |                                                  |                                                  |                                                  |                                                  |  |                          |                          |                          |  |  |            |            |            |
|  | 2                                   | New England                         | 43                                  | 4                                    | Indianapolis  | 45                                               | 2. Februar – MetLife Stadium                     | 2. Februar – MetLife Stadium                     | 2. Februar – MetLife Stadium                     |  |                          |                          |                          |  |  |            |            |            |
|  | 4                                   | Indianapolis                        | 22                                  | 4                                    | Indianapolis  | 45                                               | 2. Februar – MetLife Stadium                     | 2. Februar – MetLife Stadium                     | 2. Februar – MetLife Stadium                     |  |                          |                          |                          |  |  |            |            |            |
|  | 4                                   | Indianapolis                        | 22                                  | 5                                    | Kansas City   | 44                                               | 2. Februar – MetLife Stadium                     | 2. Februar – MetLife Stadium                     | 2. Februar – MetLife Stadium                     |  |                          |                          |                          |  |  |            |            |            |
|  | 11. Januar – CenturyLink Field      |                                     |                                     | 5                                    | Kansas City   | 44                                               | 2. Februar – MetLife Stadium                     | 2. Februar – MetLife Stadium                     | 2. Februar – MetLife Stadium                     |  |                          |                          |                          |  |  |            |            |            |
|  | 4. Januar – Lincoln Financial Field | 4. Januar – Lincoln Financial Field | 4. Januar – Lincoln Financial Field | A1                                   | Denver        | 8                                                |                                                  |                                                  |                                                  |  |                          |                          |                          |  |  |            |            |            |
|  | 4. Januar – Lincoln Financial Field | 4. Januar – Lincoln Financial Field | 4. Januar – Lincoln Financial Field | A1                                   | Denver        | 8                                                |                                                  |                                                  |                                                  |  |                          |                          |                          |  |  |            |            |            |
|  | 4. Januar – Lincoln Financial Field | 4. Januar – Lincoln Financial Field | 4. Januar – Lincoln Financial Field |                                      | N1            | Seattle                                          | 43                                               |                                                  |                                                  |  |                          |                          |                          |  |  |            |            |            |
|  | 4. Januar – Lincoln Financial Field | 4. Januar – Lincoln Financial Field | 4. Januar – Lincoln Financial Field |                                      | N1            | Seattle                                          | 43                                               |                                                  |                                                  |  |                          |                          |                          |  |  |            |            |            |
|  | 4. Januar – Lincoln Financial Field | 4. Januar – Lincoln Financial Field | 4. Januar – Lincoln Financial Field | Super Bowl XLVIII                    |               |                                                  |                                                  |                                                  |                                                  |  |                          |                          |                          |  |  |            |            |            |
|  | 4. Januar – Lincoln Financial Field | 4. Januar – Lincoln Financial Field | 4. Januar – Lincoln Financial Field | 1                                    | Seattle       | 23                                               |                                                  |                                                  |                                                  |  |                          |                          |                          |  |  |            |            |            |
|  | 3                                   | Philadelphia                        | 24                                  | 1                                    | Seattle       | 23                                               | 19. Januar – CenturyLink Field                   | 19. Januar – CenturyLink Field                   | 19. Januar – CenturyLink Field                   |  |                          |                          |                          |  |  |            |            |            |
|  | 3                                   | Philadelphia                        | 24                                  | 6                                    | New Orleans   | 15                                               | 19. Januar – CenturyLink Field                   | 19. Januar – CenturyLink Field                   | 19. Januar – CenturyLink Field                   |  |                          |                          |                          |  |  |            |            |            |
|  | 6                                   | New Orleans                         | 26                                  | 6                                    | New Orleans   | 15                                               | 19. Januar – CenturyLink Field                   | 19. Januar – CenturyLink Field                   | 19. Januar – CenturyLink Field                   |  |                          |                          |                          |  |  |            |            |            |
|  | 6                                   | New Orleans                         | 26                                  | 12. Januar – Bank of America Stadium |               |                                                  | 19. Januar – CenturyLink Field                   | 19. Januar – CenturyLink Field                   | 19. Januar – CenturyLink Field                   |  |                          |                          |                          |  |  |            |            |            |
|  |                                     |                                     |                                     | 1                                    | Seattle       | 23                                               |                                                  |                                                  |                                                  |  |                          |                          |                          |  |  |            |            |            |
|  | NFC                                 |                                     |                                     | 1                                    | Seattle       | 23                                               |                                                  |                                                  |                                                  |  |                          |                          |                          |  |  |            |            |            |
|  |                                     | 5                                   | San Francisco                       | 17                                   |               |                                                  |                                                  |                                                  |                                                  |  |                          |                          |                          |  |  |            |            |            |
|  | 5. Januar – Lambeau Field           | 5                                   | San Francisco                       | 17                                   |               |                                                  |                                                  |                                                  |                                                  |  |                          |                          |                          |  |  |            |            |            |
|  | NFC Championship                    |                                     |                                     |                                      |               |                                                  |                                                  |                                                  |                                                  |  |                          |                          |                          |  |  |            |            |            |
|  | 2                                   | Carolina                            | 10                                  |                                      |               |                                                  |                                                  |                                                  |                                                  |  |                          |                          |                          |  |  |            |            |            |
|  | 2                                   | Carolina                            | 10                                  | 4                                    | Green Bay     | 20                                               |                                                  |                                                  |                                                  |  |                          |                          |                          |  |  |            |            |            |
|  | 5                                   | San Francisco                       | 23                                  | 4                                    | Green Bay     | 20                                               |                                                  |                                                  |                                                  |  |                          |                          |                          |  |  |            |            |            |
|  | 5                                   | San Francisco                       | 23                                  | 5                                    | San Francisco | 23                                               |                                                  |                                                  |                                                  |  |                          |                          |                          |  |  |            |            |            |
|  |                                     |                                     |                                     | 5                                    | San Francisco | 23                                               |                                                  |                                                  |                                                  |  |                          |                          |                          |  |  |            |            |            |

- Die Mannschaft mit der niedrigeren Setznummer hat Heimrecht.

## Spielbericht

### 1. Halbzeit
Denvers erster Snap flog über den Kopf von Quarterback Peyton Manning. Runningback Knowshon Moreno konnte den Football in der Endzone sichern, wurde aber von Defensive End Cliff Avril für ein Safety getackelt (SEA – DEN 2:0). Nach zwei Field Goals von Kicker Steven Hauschka stand es 8:0, bevor Manning eine Interception zu Strong Safety Kam Chancellor warf. Wenige Spielzüge später lief der Runningback der Seahawks, Marshawn Lynch, den Football aus einem Yard zum ersten Touchdown in die Endzone (Extrapunkt Hauschka, SEA – DEN 15:0). Nur kurz danach warf Manning seine zweite Interception, diesmal auf den Linebacker Malcolm Smith, der mit dem Football aus 69 Yards in die Endzone lief (Extrapunkt Hauschka, SEA – DEN 22:0). Kurz vor Ende der Halbzeit führte Manning die Broncos an die Endzone der Seahawks, doch anstelle bei „4th and 2“ (d. h. noch zwei Yards Raumgewinn für ein neues erstes Down nötig) ein Field Goal zu versuchen, versuchte man, durch einen Pass die letzten beiden Yards zu erobern. Als Mannings Wurf scheiterte, bekam Seattle den Football als Turnover on Downs zurück.

### 2. Halbzeit
Nach dem Kickoff durch Denver lief Returner Percy Harvin den Football aus 87 Yards in die Endzone (Extrapunkt Hauschka, SEA – DEN 29:0). Ein aussichtsreicher Drive der Broncos scheiterte, als Demaryius Thomas nach einem Fang den Football fumbelte und Malcolm Smith den freien Ball für Seattle eroberte. Kurz darauf warf der Quarterback der Seahawks, Russell Wilson, seinen ersten Touchdown aus 23 Yards auf Wide Receiver Jermaine Kearse, der auf dem Weg in die Endzone vier Verteidiger der Broncos aussteigen ließ (Extrapunkt Hauschka, SEA – DEN 36:0). Mit der Schlusssekunde des dritten Viertels warf Denvers Quarterback Manning einen Touchdown auf Wide Receiver Demaryius Thomas, und die anschließende Two-Point Conversion wurde von Wide Receiver Wes Welker verwertet (SEA – DEN 36:8). Um in Ballbesitz zu bleiben, versuchte Denver beim Kickoff einen Onside Kick, der allerdings von Seattles Tight End Zach Miller gefangen wurde. Den darauf folgenden Drive verwertete Wilson zu seinem zweiten Touchdownpass, diesmal auf Wide Receiver Doug Baldwin (Extrapunkt Hauschka, SEA – DEN 43:8). In der Schlussphase des Spiels neutralisierten sich beide Teams. Am Ende konnte es sich Seattle leisten, Wilson auszuwechseln und Ersatz-Quarterback Tarvaris Jackson die letzten Snaps spielen zu lassen.

### Punkteübersicht
- 1st Quarter
  - SEA – Tackle von Cliff Avril an Knowshon Moreno in der Endzone für ein Safety, 14:48. Seahawks 2:0.
  - SEA – Steven Hauschka 31-Yard FG, 10:21. Seahawks 5:0. Drive: 9 Spielzüge, 51 Yards, 4:27 Minuten.
  - SEA – Steven Hauschka 33-Yard FG, 2:16. Seahawks 8:0. Drive: 13 Spielzüge, 58 Yards, 6:15 Minuten.
- 2nd Quarter
  - SEA – Marshawn Lynch 1-Yard TD-Lauf (Kick Steven Hauschka), 12:00. Seahawks 15:0. Drive: 7 Spielzüge, 37 Yards, 3:59 Minuten.
  - SEA – Malcolm Smith 69-Yard TD-Lauf nach Interception (Kick Steven Hauschka), 3:21. Seahawks 22:0.
- 3rd Quarter
  - SEA – Percy Harvin 87-Yard TD-Lauf nach Kickoff (Kick Steven Hauschka), 14:48. Seahawks 29:0.
  - SEA – Jermaine Kearse 23-Yard TD-Pass von Russell Wilson (Kick Steven Hauschka), 2:58. Seahawks 36:0. Drive: 6 Spielzüge, 58 Yards, 2:57 Minuten.
  - DEN – Demaryius Thomas 14-Yard TD-Pass von Peyton Manning (2-point-conversion Wes Welker), 0:00. Seahawks 36:8. Drive: 6 Spielzüge, 80 Yards, 2:58 Minuten.
- 4th Quarter
  - SEA – Doug Baldwin 10-Yard TD-Pass von Russell Wilson (Kick Steven Hauschka), 11:45. Seahawks 43:8. Drive: 5 Spielzüge, 48 Yards, 3:15 Minuten.

## Startaufstellung
| Seattle          | Position | Denver                      |
| ---------------- | -------- | --------------------------- |
| Offense          |          |                             |
| Doug Baldwin     | WR       | Demaryius Thomas            |
| Russell Okung    | LT       | Chris Clark                 |
| James Carpenter  | LG       | Zane Beadles                |
| Max Unger        | C        | Manny Ramirez               |
| J. R. Sweezy     | RG       | Louis Vasquez               |
| Breno Giacomini  | RT       | Orlando Franklin            |
| Alvin Bailey     | T/TE     | Julius Thomas               |
| Zach Miller      | TE/WR    | Eric Decker                 |
| Golden Tate      | WR       | Wes Welker                  |
| Marshawn Lynch   | RB       | Knowshon Moreno             |
| Russell Wilson   | QB       | Peyton Manning!             |
| Defense          |          |                             |
| Cliff Avril      | LDE      | Malik Jackson               |
| Michael Bennett  | LDT/DT   | Sylvester Williams          |
| Clinton McDonald | RDT/NT   | Terrance Knighton           |
| Chris Clemons    | RDE      | Shaun Phillips              |
| K. J. Wright     | OLB/SLB  | Nate Irving                 |
| Bobby Wagner     | MLB      | Paris Lenon                 |
| Walter Thurmond  | CB/WLB   | Danny Trevathan             |
| Richard Sherman  | LCB      | Champ Bailey!               |
| Byron Maxwell    | RCB      | Dominique Rodgers-Cromartie |
| Kam Chancellor   | SS       | Duke Ihenacho               |
| Earl Thomas      | FS       | Mike Adams                  |

Legende:
| ! | = spätere Hall of Famer |

## Auszeichnungen und Rekorde
Zum Super Bowl MVP wurde Linebacker Malcolm Smith gewählt, der neben seiner Interception zum Touchdown und seiner Balleroberung im dritten Viertel auch neun Tackles (davon sechs Solo-Tackles) erreichte. Für die Seahawks bedeutete der Sieg den ersten Gewinn des Super Bowls. Sie wurden auch das erste Team, das im Super Bowl auf sechs mögliche Weisen Punkte erzielte: nach einem geworfenen Touchdownpass, nach einem gelaufenen Touchdown, nach einem Return-Touchdown, nach einem Touchdown durch eine Interception, nach einem Field Goal und nach einem Safety. Seattles Defensive Tackle Jesse Williams wurde zudem der erste australische Super-Bowl-Sieger, und der Fullback der Seahawks, Derrick Coleman, der erste taube Super-Bowl-Sieger. Denver hingegen erlebte die fünfte Niederlage im siebten Finale. Trotz des Debakels schafften es die Broncos, zwei Super-Bowl-Rekorde aufzustellen: Quarterback Peyton Manning schaffte 34 erfolgreiche Pässe und Wide Receiver Demaryius Thomas fing davon 13.

## Übertragung
In den Vereinigten Staaten wurde der Super Bowl durch die Fox Broadcasting Company gesendet, die Kommentatoren waren Joe Buck und Troy Aikman. Mit 111,5 Millionen Zuschauern stellte die Übertragung einen neuen Zuschauerrekord in den USA auf, der vorherige Rekord war zwei Jahre zuvor beim Super Bowl XLVI aufgestellt worden (111,3 Mio.). Die Halbzeitshow erzielte den Spitzenwert von 115,3 Millionen Zuschauern, was ebenfalls den alten Halbzeitshow-Rekord (114,0 Mio. durch Madonna, ebenfalls Super Bowl XLVI) brach. Im Bereich der Social Media sorgte der Super Bowl für insgesamt 25,3 Millionen Tweets.
Im deutschen Free-TV wurde der Super Bowl durch Sat.1 übertragen, wobei das Spiel durch Frank Buschmann, Jan Stecker, Martin Quast und Stefan Raab kommentiert wurde. Die Frankfurter Allgemeine Zeitung kritisierte die zum Teil als unprofessionell empfundene Berichterstattung und stellte vor allem das „völlige Desinteresse“ des Halbzeitgastes Raab am Spiel heraus. Insbesondere fiel negativ auf, dass der Kickoff-Touchdown durch Percy Harvin durch eine zu lange Sat.1-eigene Einspielung nicht live gezeigt wurde. Insgesamt schalteten in Deutschland 980.000 Zuschauer ein, was einem Marktanteil von 45,6 % zu dieser Sendezeit entsprach.